# Draba alshehbazii
Draba alshehbazii är en korsblommig växtart som beskrevs av Klimes och M.T. German. Draba alshehbazii ingår i släktet drabor, och familjen korsblommiga växter. Inga underarter finns listade i Catalogue of Life.